# Český svaz biatlonu
Český svaz biatlonu (ČSB, anglicky: Czech Biathlon Union) je zastřešující organizací biatlonu v České republice. Má okolo 1700 členů.
Základními organizačními články svazu jsou kluby biatlonu.
Prezidentem svazu je Jiří Hamza.
Je členem Mezinárodní biatlonové unie (IBU), Českého olympijského výboru a Sdružení sportovních svazů České republiky (do roku 1990 bývalý Svazarm). Není členem České unie sportu (bývalý ČSTV).